# Sonate pour piano no 7 de Beethoven
Pour les articles homonymes, voir Sonate pour piano (homonymie).

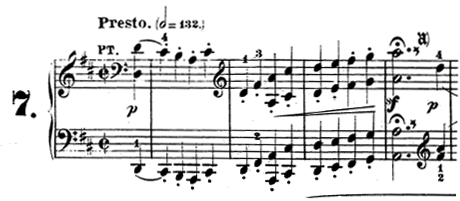
Premières mesures de la Sonate no 7 de Beethoven

La Sonate pour piano no 7 en ré majeur, opus 10 no 3, de Ludwig van Beethoven, fut composée entre 1797 et 1798 et dédiée à la comtesse Anna Margarete von Browne-Camus, la femme d'un de ses mécènes.
Cette sonate, la troisième de l'opus 10, est la plus longue, d'un niveau bien supérieur à celui des deux premières. Elle est la seule du groupe à comporter quatre mouvements. Sa composition fut contemporaine de celle des trois premiers Trios à cordes, op. 9, des trois premières Sonates pour violon, op. 12, et du Trio pour piano, clarinette et violoncelle, op.11. 
Elle précéda d'une année celle de la « Pathétique ».

## Mouvements
Elle comprend quatre mouvements et son exécution dure environ vingt minutes :
1. Presto
2. Largo e mesto
3. Menuetto (Allegro)
4. Rondo (Allegro)